# Железнодорожни рејон Гомеља
Железнодорожни рејон (рус. Железнодорожный район) је административно-територијална јединица (градски рејон) у саставу града Гомеља. Простире се у северним и северозападним деловима. Основан је 1940. Главне улице рејона су Совјетска, Кирова, Победе и Проспект Космонаута.
У рејону се налазе железничка станица (по којој је цео рејон добио име), аеродром и аутобуска станица.
Индустрију рејона чине - 35 великих индустријских предузећа која чине око половине производње у граду. Углавном се производе машине (73%), грађевински материјал (16,9%) прехрамбена и прерађивачка индустрија (2,3%), лака индустрија (1,7%). Највећа индустријска предузећа овог рејона су „Гомсељмаш“, „Белоруснефт“, „Гидроавтоматика“, „Гомељстројматеријали“ и фабрике „Гомељкабељ“, „Електроапаратура“ и „Гомемељстекло“.
На челу рејона се налази Сергеј Кравцов.